# Brevianta celelata
Brevianta celelata is een vlinder uit de familie van de Lycaenidae. De wetenschappelijke naam van de soort werd als Thecla celelata in 1874 gepubliceerd door William Chapman Hewitson.